# Caustique (médecine)
 (novembre 2023).
Pour les articles homonymes, voir Caustique (homonymie).
Un caustique, en médecine et en pharmacie, est une catégorie de remèdes et plus généralement de substances, qui ont la propriété de brûler ou de désorganiser les matières vivantes.
On peut citer, par exemple, la pierre infernale.